# Цецежин (Люблінське воєводство)
Цецежин (пол. Ciecierzyn) — село в Польщі, у гміні Нємце Люблінського повіту Люблінського воєводства.
Населення — 1362 особи (2011).

## Демографія
Демографічна структура станом на 31 березня 2011 року:
|          | Загалом | Допрацездатний вік | Працездатний вік | Постпрацездатний вік |
| -------- | ------- | ------------------ | ---------------- | -------------------- |
| Чоловіки | 653     | 134                | 454              | 65                   |
| Жінки    | 709     | 148                | 447              | 114                  |
| Разом    | 1362    | 282                | 901              | 179                  |